# Marie Smidová-Masaková
Marie Smidová-Masaková var en tjeckoslovakisk bordtennisspelare och världsmästare i dubbel och lag.
Hon spelade sitt första VM 1929 och 7 år senare - 1936 - sitt 8:e och sista. 
Under sin karriär tog hon 13 medaljer i bordtennis-VM, 3 guld, 2 silver och 9 brons. 

## Meriter
- Bordtennis VM
  - 1930 i Berlin
    - Kvartsfinal singel
    - Kvartsfinal dubbel

  - 1931 i Budapest
    - Kvartsfinal singel
    - 3:e plats dubbel (med Mona Müller-Rüster)
    - Kvartsfinal mixed dubbel

  - 1932 i Prag
    - 3:e plats singel
    - 2:a plats dubbel (med Anna Braunová)
    - 3:a plats mixed dubbel (med Sándor Glancz)

  - 1933 i Baden (Niederösterreich)
    - Kvartsfinal singel
    - Kvartsfinal mixed dubbel

  - 1934 i Paris
    - Kvartsfinal singel
    - 3:e plats dubbel (med Marie Kettnerová)
    - 3:a plats mixed dubbel (med Stanislav Kolár)
    - 3:e plats med det tjeckoslovakiska laget

  - 1935 i London
    - 3:e plats singel
    - 2:a plats dubbel (med Marie Kettnerová)
    - Kvartsfinal mixed dubbel
    - 1:a plats med det tjeckoslovakiska laget

  - 1936 i Prag
    - 3:e plats singel
    - 1:a plats dubbel (med Marie Kettnerová)
    - 3:e plats (med Stanislav Kolár)
    - 1:a plats med det tjeckoslovakiska laget